# Луцій Сальвідієн Руф Сальвіан
Луцій Сальвідієн Руф Сальвіан (лат. Lucius Salvidienus Rufus Salvianus; ? — після 60) — державний діяч часів Римської імперії, консул-суффект 52 року.

## Життєпис
Походив з плебейського роду Сальвідієнів. Був нащадком Квінта Сальвідієна Руфа, одного з військовиків Октавіана Августа. Про батька відсутні відомості. Можливо, його матір'ю була представниця роду Сальвіїв.
Розпочав свою кар'єру за часів імператора Калігули. Проте достеменно про терміни обіймання державних посад нічого невідомо. У листопаді 52 року призначено консулом-суффектом разом з Фавстом Корнелієм Суллою Феліксом. Через декілька років дістав призначення імператорського легата-пропретора до провінції Паннонія. У 60 році він ще перебував на цій посаді. Подальша доля невідома.